# Porterella
Porterella es un género monotípico de plantas  perteneciente a la familia Campanulaceae. Contiene una única especie: Porterella carnosula (Hook. & Arn.) Torr. in Hayden, Prel. Rep. U.S. Geol. Surv. Montana: 488 (1871 publ. 1872). Es originaria del oeste de los Estados Unidos.

## Taxonomía
Porterella carnosula fue descrita por (Hook. & Arn.) Torr. y publicado en Preliminary Report of the United States Geological Survey of Montana and Portions of Adjacent Territories 488. 1872.
Sinonimia
- Lobelia carnosula Hook. & Arn., Bot. Beechey Voy.: 362 (1839).
- Laurentia carnosula (Hook. & Arn.) Benth. ex A.Gray in S.Watson, Bot. California 1: 444 (1876).
- Porterella eximia A.Nelson, Bull. Torrey Bot. Club 27: 270 (1900).
- Laurentia eximia (A.Nelson) A.Nelson in J.M.Coulter & A.Nelson, Man. Bot. Rocky Mt.: 475 (1909).[4][5]